# Alternative Zehn Gebote
In Anlehnung an die biblischen Zehn Gebote wurden mehrere Alternative Zehn Gebote erstellt, über die kein Konsens besteht.

## Sozialistische Moral und Ethik

### Walter Ulbricht
Die Zehn Gebote der sozialistischen Moral und Ethik wurden von Walter Ulbricht, damals Generalsekretär der SED, auf dem fünften Parteitag der SED (10.–16. Juli 1958) verkündet. In formaler Anlehnung an die biblischen Zehn Gebote fassten sie die politischen Pflichten jedes DDR-Bürgers zusammen, wurden vom sechsten SED-Parteitag 1963 in das Parteiprogramm der SED aufgenommen und standen bis 1976 darin.

## Beispiele für säkular-agnostische Alternativen

### Neue Zehn Gebote
Die „Neuen Zehn Gebote“ des Religionskritikers Ebon Musings aus dem Jahr 2011, welche durch den Evolutionsbiologen Richard Dawkins in seinem religionskritischen Buch Der Gotteswahn zitiert werden, sind:
1. Was du nicht willst, dass man dir tu’, das füg’ auch keinem andern zu.
2. Strebe immer danach, keinen Schaden anzurichten.
3. Behandle deine Mitmenschen, andere Lebewesen und die Welt im Allgemeinen mit Liebe, Ehrlichkeit, Zuverlässigkeit und Respekt.
4. Sieh über Böses nicht hinweg und scheue dich nicht, Gerechtigkeit walten zu lassen und sei immer bereit, schlechte Taten zu verzeihen, wenn sie freimütig eingestanden und ehrlich bereut werden.
5. Führe dein Leben mit einem Gefühl von Freude und Staunen.
6. Strebe stets danach, Neues zu lernen.
7. Stelle alles auf den Prüfstand; miss deine Ideen immer an den Tatsachen und sei bereit, auch lieb gewordene Überzeugungen über Bord zu werfen, wenn sie sich nicht mit der Wirklichkeit vereinbaren lassen.
8. Versuche nie, zu zensieren oder dich von Meinungsverschiedenheiten abzukapseln; respektiere immer das Recht der anderen, anderer Meinung zu sein als du.
9. Bilde dir aufgrund deiner eigenen Vernunft und Erfahrung eine unabhängige Meinung; lass dich nicht blind von anderen führen.
10. Stelle alles infrage.

Weitere Gebote, die Dawkins ergänzt:
1. Erfreue dich an deinem eigenen Sexualleben (solange es keinem anderen Schaden zufügt) und lass andere sich des ihren ebenfalls erfreuen, ganz gleich, welche Neigungen sie haben – die gehen dich nichts an.
2. Diskriminiere oder unterdrücke nicht aufgrund von Geschlecht, Rasse oder (soweit möglich) biologischer Art.
3. Indoktriniere deine Kinder nicht. Bring ihnen bei, selbstständig zu denken, Belege zu beurteilen und anderer Meinung zu sein als du.
4. Beurteile die Zukunft nach einem Zeitmaßstab, der größer ist als dein eigener.

### Christopher Hitchens
Der Religionskritiker Christopher Hitchens (1949–2011)  definiert die folgenden zehn Gebote:
1. Verurteile Menschen nicht auf der Grundlage ihrer ethnischen Zugehörigkeit oder ihrer Hautfarbe.
2. Denke nicht einmal daran, Menschen wie Privateigentum zu verwenden.
3. Verachte diejenigen, die Gewalt oder die Androhung von Gewalt in sexuellen Beziehungen einsetzen.
4. Verdecke dein Gesicht und weine, wenn du es wagst, einem Kind zu schaden.
5. Verurteile nicht die Menschen für ihre angeborene Natur.
(„Warum sollte Gott so viele Homosexuelle erschaffen, nur um sie zu foltern und zu zerstören?“)
6. Sei dir bewusst, dass auch du ein Tier bist und damit abhängig vom Beziehungsgeflecht der Natur. Versuche entsprechend zu denken und zu handeln.
7. Erwarte nicht, dass du dich dem Urteil entziehen kannst, wenn du Menschen nur mit Worten beraubst (indem du sie belügst) anstatt mit einem Messer.
8. Schalte das verdammte Handy aus.
9. Verurteile alle Dschihadisten und Kreuzzügler als das, was sie sind: geistesgestörte Kriminelle mit hässlichen Wahnvorstellungen und schrecklicher sexueller Unterdrückung.
10. Lehne jeden Glauben ab, wenn dessen Gebote einem der oben genannten widersprechen.

### Die zehn Angebote des evolutionären Humanismus
Die Zehn Angebote des evolutionären Humanismus wurden 2005 von Michael Schmidt-Salomon (1967–) im Buch Manifest des evolutionären Humanismus veröffentlicht und gehören zum Leitbild der Giordano-Bruno-Stiftung. In der Vorbemerkung heißt es:

„Die zehn ‚Angebote‘ wurden von keinem Gott erlassen und auch nicht in Stein gemeißelt. Keine ‚dunkle Wolke‘ soll uns auf der Suche nach angemessenen Leitlinien für unser Leben erschrecken, denn Furcht ist selten ein guter Ratgeber. Jedem Einzelnen ist es überlassen, diese Angebote angstfrei und rational zu überprüfen, sie anzunehmen, zu modifizieren oder gänzlich zu verwerfen.“

Die Kurzfassung der Angebote lautet:
1. Diene weder fremden noch heimischen „Göttern“, sondern dem großen Ideal der Ethik, das Leid in der Welt zu mindern!
2. Verhalte dich fair gegenüber deinem Nächsten und deinem Fernsten!
3. Habe keine Angst vor Autoritäten, sondern den Mut, dich deines eigenen Verstandes zu bedienen!
4. Du sollst nicht lügen, betrügen, stehlen, töten – es sei denn, es gibt im Notfall keine anderen Möglichkeiten, die Ideale der Humanität durchzusetzen!
5. Befreie dich von der Unart des Moralisierens!
6. Immunisiere dich nicht gegen Kritik! Ehrliche Kritik ist ein Geschenk, das du nicht abweisen solltest.
7. Sei dir deiner Sache nicht allzu sicher! Was uns heute als richtig erscheint, kann morgen überholt sein! Zweifle aber auch am Zweifel!
8. Überwinde die Neigung zur Traditionsblindheit, indem du dich gründlich nach allen Seiten hin informierst, bevor du eine Entscheidung triffst!
9. Genieße dein Leben, denn dir ist höchstwahrscheinlich nur dieses eine gegeben!
10. Stelle dein Leben in den Dienst einer „größeren Sache“, werde Teil der Tradition derer, die die Welt zu einem besseren, lebenswerteren Ort machen woll(t)en!

### Die acht „Mir wär’s wirklich lieber, Du würdest nicht …“
Im Evangelium des Fliegenden Spaghettimonsters wurden von Bobby Henderson (1980–) im Jahr 2006 die folgenden acht Gebote aufgestellt:
1. Mir wär’s wirklich lieber, Du würdest dich nicht wie ein oberheiliger Heuchler aufspielen, wenn du meine nudlige Güte beschreibst. Wenn irgendwelche Leute nicht an mich glauben, ist das echt okay. Ich bin nicht so eitel. Außerdem: Es geht nicht um diese, also weich nicht vom Thema ab.
2. Mir wär’s wirklich lieber, Du würdest nicht meine Existenz als Mittel benutzen, zu unterdrücken, jemanden zu deckeln, zu bestrafen, fertigzumachen und/oder du weißt schon. Ich verlange keine und benötige keine Opfer. Und Reinheit ist was für Trinkwasser, nicht für Menschen.
3. Mir wär’s wirklich lieber, Du würdest nicht Leute wegen ihres Aussehens beurteilen oder was für Klamotten sie anziehen oder wie sie reden oder wie auch immer – sei einfach nett, okay? Oh, und kriegt das mal in eure Dickschädel: Frau=Person. Mann=Person. Klar? Klar. Eine ist nicht besser als der andere, solange wir nicht über Mode reden. Tut mir leid, aber ich hab’ das den Frauen überlassen und einigen Kerlen, die den Unterschied zwischen dunkeltürkis und scharlachrot kennen.
4. Mir wär’s wirklich lieber, Du würdest nichts tun, das Dir selbst oder Deinem bereitwilligen, volljährigen und geistig gesunden Partner peinlich sein müsste. Wem das nicht passt, der kann mich mal – ich glaube, die Formulierung lautet: am A**** lecken. Wem das auch nicht passt, der sollte am besten die Glotze ausmachen und zur Abwechslung ein Stück spazieren gehen.
5. Mir wär’s wirklich lieber, Du würdest Dir die verklemmten, frauenfeindlichen Vorstellungen anderer nicht auf nüchternen Magen anhören. Esst etwas, dann macht euch über die Idioten her.
6. Mir wär’s wirklich lieber, Du würdest nicht Multimillionendollar-Kirchen, Moscheen, Tempel, Schreine für Meine Nudlige Güte erbauen. Das Geld kann man nun wirklich sinnvoller anlegen. Sucht euch etwas aus:
  - Armut zu beenden
  - Krankheiten zu heilen.
  - in Frieden leben, mit Leidenschaft lieben und die Kosten von Kabelfernsehen senken.

Mag ja sein, dass ich ein komplexes, allwissendes Kohlenwasserstoffwesen bin, aber ich mag die einfachen Dinge im Leben. Ich muss es wissen, ich bin der Schöpfer.
7. Mir wär’s wirklich lieber, Du würdest nicht rumgehen und Leuten erzählen, ich würde zu dir sprechen. Du bist nicht SO interessant. Nimm dich mal zurück. Und ich sagte dir bereits, dass du deine Mitmenschen lieben sollst, kannst du keinen Hinweis erkennen?
8. Mir wär’s wirklich lieber, Du würdest andere nicht so behandeln, wie du nicht selbst gern behandelt werden möchtest, es sei denn, du bist mit Sachen zugange, in denen, ähm, eine Menge Leder, Gleitcreme und Las Vegas eine Rolle spielen. Sollte die andere Person auch darauf abfahren, dann macht es, siehe auch Punkt 4, macht Fotos und bei der Liebe Mikes, benutzt KONDOME! Hätte ich nicht gewollt, dass es sich gut anfühlt, dann hätte ich Stacheln oder so drangebastelt.

### Bertrand Russell
Der Philosoph und Pazifist Bertrand Russell (1872–1970) formulierte folgende Zehn liberale Gebote (im Original: Liberal Decalog; das englische liberal hier im Sinne von „aufgeschlossen“, „tolerant“, „vorurteilsfrei“):
1. Fühle dich keiner Sache völlig gewiss!
Do not feel absolutely certain of anything.
2. Trachte nicht danach, Fakten zu verheimlichen, denn eines Tages kommen die Fakten bestimmt ans Licht!
Do not think it worth while to proceed by concealing evidence, for the evidence is sure to come to light.
3. Versuche niemals, jemanden vom selbstständigen Denken abzuhalten, denn es wird dir gelingen.
Never try to discourage thinking for you are sure to succeed.
4. Wenn dir jemand widerspricht, und sei es dein Ehepartner oder dein Kind, bemühe dich, ihm mit Argumenten zu begegnen und nicht mit der Autorität, denn ein Sieg der Autorität ist unrealistisch und illusionär.
When you meet with opposition, even if it should be from your husband or your children, endeavour to overcome it by argument and not by authority, for a victory dependent upon authority is unreal and illusory.
5. Habe keinen Respekt vor der Autorität anderer, denn es gibt in jedem Fall auch Autoritäten, die gegenteiliger Ansicht sind!
Have no respect for the authority of others, for there are always contrary authorities to be found.
6. Unterdrücke nie mit Gewalt Überzeugungen, die du für verderblich hältst, sonst unterdrücken diese Überzeugungen dich!
Do not use power to suppress opinions you think pernicious, for if you do the opinions will suppress you.
7. Fürchte dich nicht davor, exzentrische Meinungen zu vertreten; jede heutige Meinung war einmal exzentrisch.
Do not fear to be eccentric in opinion, for every opinion now accepted was once eccentric.
8. Freue dich mehr über intelligenten Widerspruch als über passive Zustimmung; denn wenn die Intelligenz so viel wert ist, wie sie dir wert sein sollte, dann liegt im Widerspruche eine tiefere Zustimmung.
Find more pleasure in intelligent dissent that in passive agreement, for, if you value intelligence as you should, the former implies a deeper agreement than the latter.
9. Halte dich an die Wahrheit auch dann, wenn sie nicht ins Konzept passt! Denn es passt noch viel weniger ins Konzept, wenn du versuchst, sie zu verbergen.
Be scrupulously truthful, even if the truth is inconvenient, for it is more inconvenient when you try to conceal it.
10. Neide nicht denjenigen das Glück, die in einem Narrenparadiese leben; denn nur ein Narr kann das für ein Glück halten!
Do not feel envious of the happiness of those who live in a fool's paradise, for only a fool will think that it is happiness.

### Rodrigue Tremblay
Der Philosoph und Humanist Rodrigue Tremblay (1939– )
formulierte folgende Zehn humanistische Gebote:
1. Proklamiert die naturgegebene Menschenwürde und den inhärenten Wert eines jeden Menschen.
2. Respektiert Leben und Eigentum anderer.
3. Seid tolerant und vorurteilsfrei gegenüber der Wahlfreiheit und den Lebensstilen anderer.
4. Teilt mit denen, die weniger Glück haben als ihr, und bietet gegenseitige Unterstützung für die, die Hilfe brauchen.
5. Beruft euch weder auf Lügen noch auf spirituelle Lehrmeinungen noch auf weltliche Macht, die auf Dominanz und Ausbeutung anderer ausgerichtet ist.
6. Vertraut auf eure Vernunft, auf die Logik und die Wissenschaft, um das Universum zu verstehen und zur Lösung der Probleme des Lebens.
7. Schützt und verbessert den natürlichen Raum der Erde – Land, Boden, Wasser, Luft und All –, und zwar als das gemeinsame Erbe der Menschheit.
8. Überwindet eure Meinungsverschiedenheiten und Konflikte, ohne Gewalt auszuüben oder Kriege zu führen.
9. Regelt öffentliche Angelegenheiten auf der Basis von individueller Freiheit und Verantwortung, mittels einer politischen und wirtschaftlichen Demokratie.
10. Entwickelt eure Intelligenz und eure Talente durch Bildung und Fleiß.

### Die Zehn Gebote des Neuen Atheismus
In diesen Zehn Geboten fasste Der Spiegel 2007 die Botschaft des Neuen Atheismus zusammen.
In Kurzform lauten sie:
1. Du sollst nicht glauben.
2. Du sollst dir kein Selbstbildnis machen und es Gott nennen.
3. Du sollst keine Götter neben dir dulden.
4. Du sollst keinen Schöpfer haben.
5. Du sollst deine Kinder ehren und sie deshalb mit Gott in Frieden lassen.
6. Sei gut auch ohne Gott.
7. Du sollst keine anderen Götter neben der Wissenschaft haben.
8. Liebe deinen Nächsten – ohne schlechtes Gewissen.
9. Du sollst den Sabbat nicht ehren.
10. Du sollst nicht knien als Schöpfer.

### 10 Gebote der Digitalen Ethik
Im Jahr 2016 veröffentlichte das Institut für Digitale Ethik an der Hochschule der Medien Stuttgart „10 Gebote der Digitalen Ethik“. Sie sollen anhand kleiner, eingängiger Geschichten Leitlinien für ein „gutes, gelingendes Leben in der digitalen Gesellschaft“ aufstellen.

### Die Sieben Grundsätze des Satanic Temple
The Satanic Temple, eine atheistisch-satanistische Glaubensgemeinschaft aus den USA, formuliert in sieben Grundsätzen die wesentlichsten Eckpfeiler seiner Ethik:

“There are seven fundamental tenets.
1. One should strive to act with compassion and empathy towards all creatures in accordance with reason.
2. The struggle for justice is an ongoing and necessary pursuit that should prevail over laws and institutions.
3. One’s body is inviolable, subject to one’s own will alone.
4. The freedoms of others should be respected, including the freedom to offend. To willfully and unjustly encroach upon the freedoms of another is to forgo your own.
5. Beliefs should conform to our best scientific understanding of the world. We should take care never to distort scientific facts to fit our beliefs.
6. People are fallible. If we make a mistake, we should do our best to rectify it and resolve any harm that may have been caused.
7. Every tenet is a guiding principle designed to inspire nobility in action and thought. The spirit of compassion, wisdom, and justice should always prevail over the written or spoken word.”

„Es gibt sieben Grundsätze.
1. Ein jeder sollte danach streben, gegenüber allen Lebewesen mit Mitgefühl und Einfühlungsvermögen im Einklang mit der Vernunft zu handeln.
2. Das Streben nach Gerechtigkeit ist ein fortlaufendes und notwendiges Anliegen, das über Gesetzen und Institutionen stehen sollte.
3. Der eigene Körper ist unantastbar, er unterliegt dem eigenen Willen allein.
4. Die Freiheiten anderer sollten respektiert werden, einschließlich der Freiheit zu kränken. In die Freiheiten eines anderen vorsätzlich und zu Unrecht einzugreifen, heißt auf die eigenen zu verzichten.
5. Überzeugungen sollten unserem besten wissenschaftlichen Verständnis der Welt entsprechen. Wir sollten darauf achten, niemals wissenschaftliche Fakten so zu verbiegen, dass sie zu unseren Überzeugungen passen.
6. Menschen sind fehlbar. Wenn wir einen Fehler machen, sollten wir unser Bestes geben, ihn zu korrigieren und eventuell entstandenen Schaden zu beheben.
7. Jeder dieser Grundsätze ist ein Leitprinzip, ausgelegt, um edles Handeln und Denken zu inspirieren. Der Geist von Mitgefühl, Weisheit und Gerechtigkeit sollte jederzeit über dem geschriebenen und gesprochenen Wort stehen.“

## Religiös fundierte Alternativen

### Die 10 Gebote der Gelassenheit
Die 10 Gebote der Gelassenheit sind das Angebot einer einfachen und unkomplizierten Lebensphilosophie. Auch wenn die letzte Maxime dieses Dekalog der Gelassenheit auf Gott Bezug nimmt, sind sie nicht spezifisch christlich und werden deswegen auch außerhalb verwendet, z. B. bei den Anonymen Alkoholikern. Als ihr Urheber gilt Papst Johannes XXIII.
1. Leben: Nur für heute werde ich mich bemühen, einfach den Tag zu erleben – ohne alle Probleme meines Lebens auf einmal lösen zu wollen.
2. Sorgfalt: Nur für heute werde ich größten Wert auf mein Auftreten legen und vornehm sein in meinem Verhalten: Ich werde niemanden kritisieren; ja ich werde nicht danach streben, die anderen zu korrigieren oder zu verbessern … nur mich selbst.
3. Glück: Nur für heute werde ich in der Gewissheit glücklich sein, dass ich für das Glück geschaffen bin … nicht nur für die andere, sondern auch für diese Welt.
4. Realismus: Nur für heute werde ich mich an die Umstände anpassen, ohne zu verlangen, dass die Umstände sich an meine Wünsche anpassen.
5. Lesen: Nur für heute werde ich zehn Minuten meiner Zeit einer guten Lektüre widmen. Wie die Nahrung für das Leben des Leibes notwendig ist, ist die gute Lektüre notwendig für das Leben der Seele.
6. Handeln: Nur für heute werde ich eine gute Tat vollbringen – und ich werde es niemandem erzählen.
7. Überwinden: Nur für heute werde ich etwas tun, wozu ich keine Lust habe. Sollte ich mich in meinen Gedanken beleidigt fühlen, werde ich dafür sorgen, dass niemand es merkt.
8. Planen: Nur für heute werde ich ein genaues Programm aufstellen. Vielleicht halte ich mich nicht genau daran, aber ich werde es aufsetzen. Und ich werde mich vor zwei Übeln hüten: vor der Hetze und vor der Unentschlossenheit.
9. Mut: Nur für heute werde ich keine Angst haben. Ganz besonders werde ich keine Angst haben, und mich an allem freuen, was schön ist. Und ich werde an die Güte glauben.
10. Vertrauen: Nur für heute werde ich fest daran glauben – selbst wenn die Umstände das Gegenteil zeigen sollten –, dass die gütige Vorsehung Gottes sich um mich kümmert, als gäbe es sonst niemanden auf der Welt.

### Noachidische Gebote
Die Noachidische Gebote, auch Noachitische oder Noachische Gebote sind im Judentum sieben Gebote, welche Noah nach der Sintflut von Gott erhielt. Da gemäß der Bibel alle heutigen Menschen von Noah abstammen, gelten sie demnach für alle Menschen. Sichtbares Zeichen für diesen Bund Gottes mit der Menschheit und den geretteten Tieren ist der Regenbogen. Obwohl die Noachidische Gebote in der Bibel bereits angedeutet werden (Gen 9,1–15 ), finden sie sich erst im Talmud voll ausformuliert:
- Verbot von Mord
- Verbot von Diebstahl
- Verbot von Götzenanbetung
- Verbot von Unzucht
- Verbot, das Fleisch eines noch lebenden Tieres zu essen, beispielsweise Froschschenkel oder Muscheln[12][13]
- Verbot der Gotteslästerung
- Einführung von Gerichten als Ausdruck der Wahrung des Rechtsprinzips

Wer sie einhält, wird im Judentum als Ben Noach (Sohn Noachs) bezeichnet. B'nei Noach (Kinder Noachs) ist außerdem der Name einer Organisation von Menschen, welche diesen Weg bewusst gewählt haben. Ein nichtjüdischer Ben Noach gilt im Judentum als Zaddik und kann Anteil an der kommenden Welt (Olam Haba) erhalten. Menschen, die sich nicht an daran halten, werden als Nochri bezeichnet.